# Ali ibn Hammūd
‘Ali b. Hammud al-Nasir, in arabo الناصر علي بن حمود (963 – Cordova, 22 marzo 1018), fu il sesto califfo del Califfato di Cordova, il primo appartenente alla dinastia hammudita, dal 1016 al 1018.

## Origine
Era figlio di Hamoud ibn Meymoun e di una concubina di cui non si conosce il nome, come riporta la Histoire des Almohades / d'Abd el- Wâh'id Merrâkechi.
Hamoud ibn Meymoun era figlio di Ahmed b. Ali b. Obeyd Allah b. Omar b. Idris [b. Idris] b. Abd Allah b. Hasan b. Hasan b. Ali b. Abou Taleb, sempre secondo Abd el- Wâh'id Merrâkechi.

## Biografia
Quando nel 1010, nel mese di luglio, Hishām II fu riportato sul trono per la terza volta, come riporta lo storico Rafael Altamira, Sulayman ibn al-Hakam, "al-Musta'in" non riconobbe Hishām II come califfo e portò avanti la guerra civile che opponeva i berberi suoi sostenitori agli schiavi, sostenitori di Hishām II.

Durante la guerra civile Ali e il suo fratello maggiore, Qasim erano al seguito di Sulayman, che, dopo la conquista di Cordova, nel 1013, divenuto califfo nominò Ali governatore di Ceuta e suo fratello, Qasim, governatore di Algeciras.
Ali, approfittando dell'anarchia che si stava diffondendo nel califfato, prima si impadronì di Tangeri, sempre in Maghreb, poi sbarcò ad Algeciras, e si diresse su Malaga occupandola, quindi entrò in contatto con gli schiavi ribelli, ricordando loro che Hishām II lo aveva nominato suo erede, con il suo esercito di berberi e con gli schiavi, marciò su Cordova, conquistandola il primo luglio 1016; questi avvenimenti sono riportati anche da Muslim Spain and Portugal: A Political History of al-Andalus.

Il califfo Sulaymān ibn al-Ḥakam, "al-Mustaʿīn" fu prima imprigionato e poi, saputo della morte del precedente califfo Hishām II ibn al-Ḥakam, fu giustiziato, mediante decapitazione
‘Ali fu eletto califfo e adottò il titolo (laqab) di al-Nasir li-din Allah (il difensore della religione di Dio). Inizialmente fu ben accetto dal popolo per il suo spirito di giustizia; ma per l'apparizione di un pretendente della famiglia degli Omayyadi, ʿAbd al-Raḥmān IV ibn Muḥammad, la sua popolarità tra gli schiavi scemò ben presto e, mentre si apprestava a marciare contro i nemici fu tradito e assassinato nel bagno da tre schiavi, come riportano sia Abd el- Wâh'id Merrâkechi, che la History Of The Mohammedan Dynasties In Spain Vol II. Il suo assassinio avvenne nella notte tra il 21 e il 22 marzo 1018, come riporta La web de las biografias.
Alla sua morte, mentre ‘Abd al-Rahman IV veniva proclamato califfo dagli omayyadi, sorse un secondo pretendente, il fratello di ‘Ali b. Hammud al-Nasir, Qāsim, governatore di Siviglia.

## Famiglia
Ali ibn Hammūd ebbe diverse mogli e concubine, tra cui Lobbouna, figlia di Mohammed b. Hasan, che gli diede due figli:
- Yahya ibn Ali, califfo di Cordova[5]
- Idris ibn Ali, emiro della taifa di Malaga[10].

### Fonti primarie
- (FR)  Histoire des Almohades / d'Abd el- Wâh'id Merrâkechi
- (EN)  The History Of The Mohammedan Dynasties In Spain Vol II
- (EN)  Muslim Spain and Portugal: A Political History of al-Andalus

### Letteratura storiografica
- Rafael Altamira, "Il califfato occidentale", in: «Storia del mondo medievale», Cambridge History of Middle Age, vol. II, 1999, pp. 477–515.]